# Hubert von Luschka
Hubert von Luschka, född 27 juli 1820 i Konstanz, död 1 mars 1875 i Tübingen, var en tysk anatom. 
Luschka studerade först farmaci, därefter medicin och tog examen 1844. Med avhandlingen Entwicklungsgeschichte der Formbestandtheile des Eiters und der Granulationen tog han doktorsgraden 1845 i Freiburg im Breisgau och blev e.o. professor i anatomi i Tübingen 1849. Han blev 1855 ordinarie professor i anatomi där och adlades 1865. 
Av särskild betydelse blev hans arbeten inom den topografiska anatomin, i vilken han införde nya tekniska metoder, till exempel frysning av lik och införande av långa nålar i syfte att bestämma organens exakta läge. Hans namn har även knutits till olika begrepp i anatomin (Glomus coccygeum, Tonsilla, pharyngea och Bursa pharyngea).